# 瓦伊利亞約克山
15°20′35″S 72°9′53″W / 15.34306°S 72.16472°W
瓦伊利亞約克山（Huayllayoc），是秘魯的山峰，位於該國南部阿雷基帕大區的卡斯蒂利亞省，屬於安第斯山脈中奇拉山脈的一部分，海拔高度約5,300米。